# Замок Рігерсбург (Штирія)
Замок Ріґерсбурґ (нім. Riegersburg) знаходиться на 200 м базальтовій скелі у ярмарковому містечку Ріґерсбурґ округу Зюдостштаєрмарк землі Штирія у Австрії.

## Історія

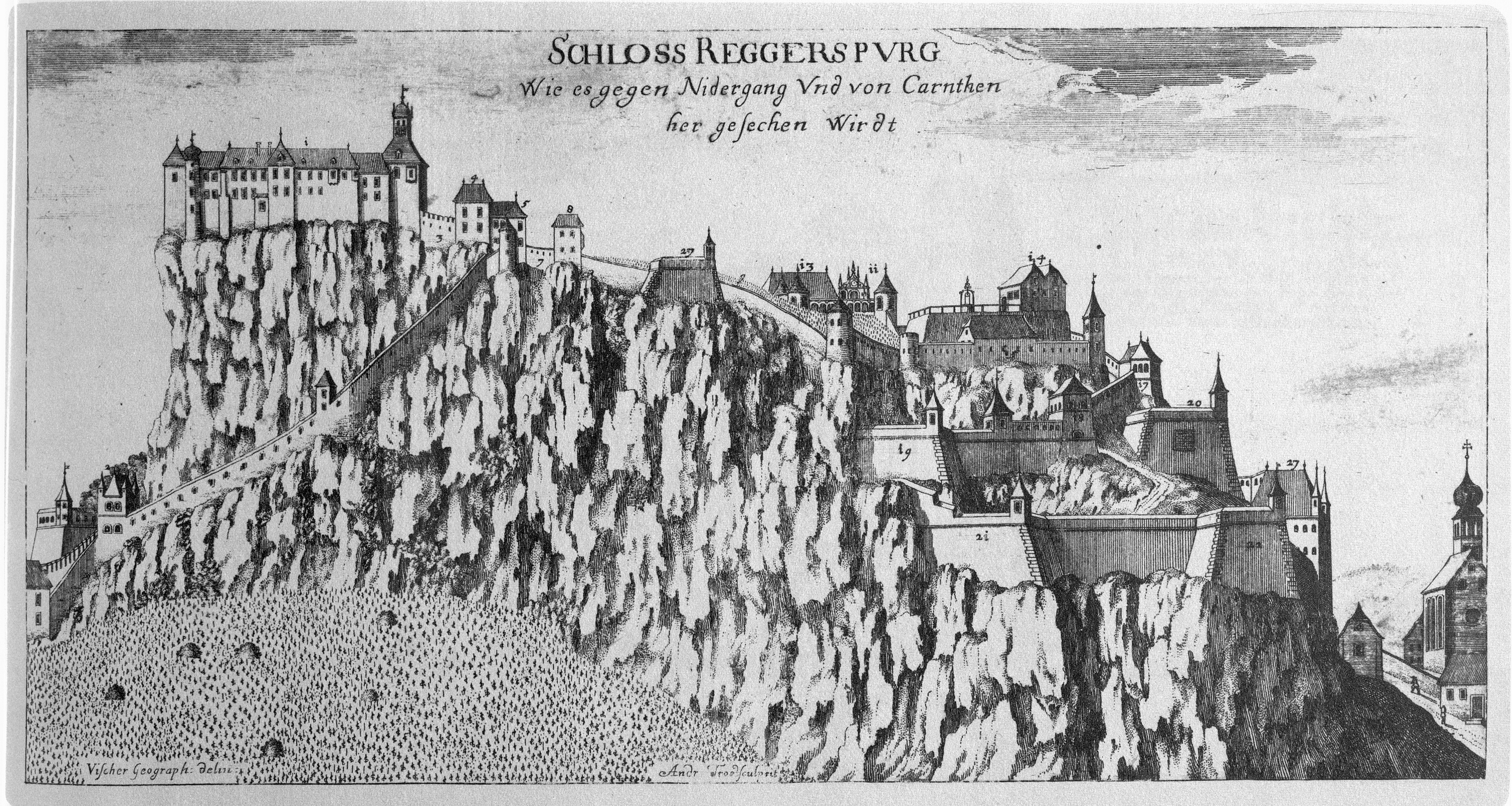
Вид замку. 1681

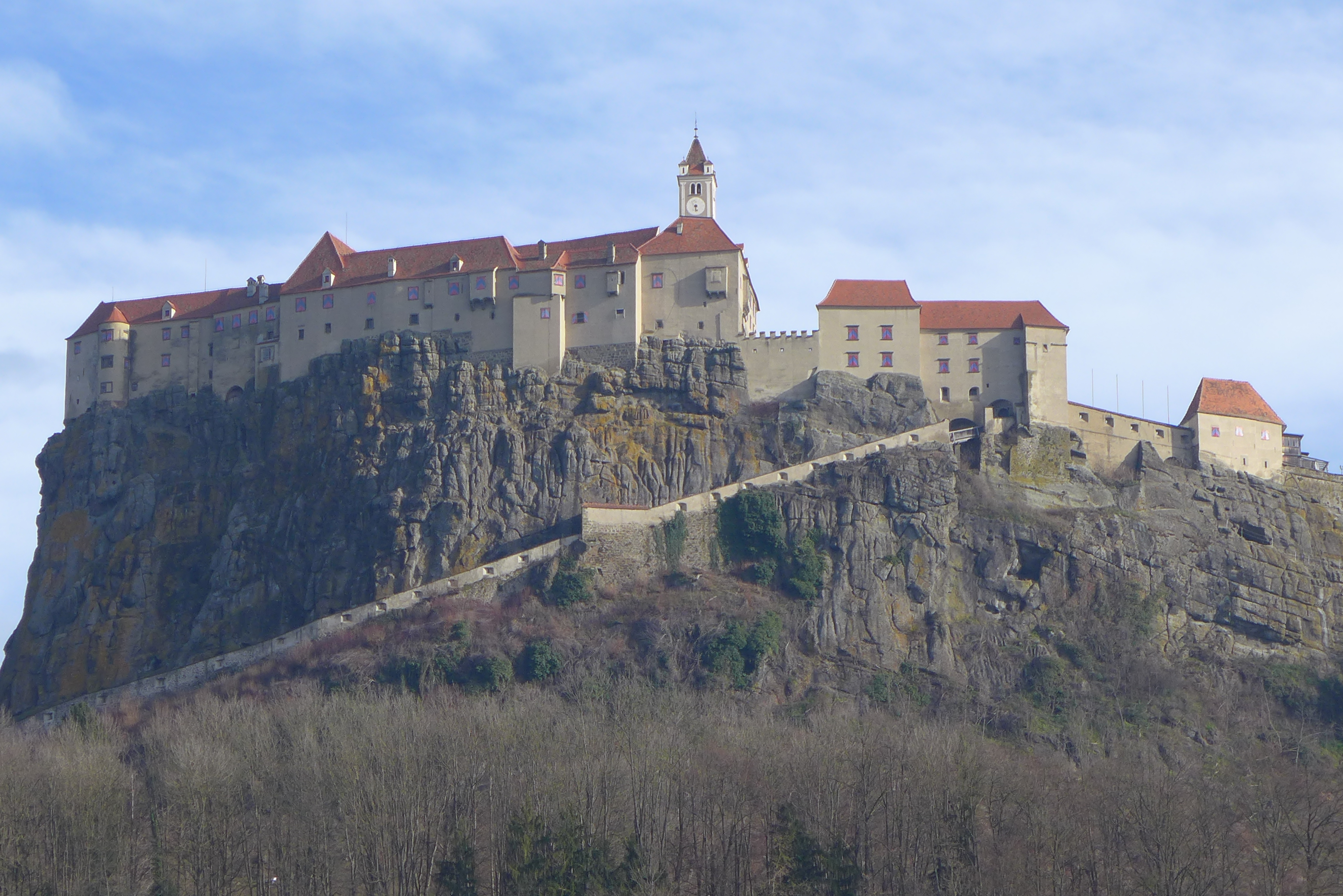
Замкова гора з півдня з «Ослячою стежкою»

Замок було вперше згадано 1138 року як «Ruotkerspurch», з 1142 року володіння Гартніда фон Трайзен-Орта (нім. Hartnid von Traisen-Ort). Від нього замок перейшов до міністеріала маркграфа, чиї сини стали зватись фон Вілдон (1174). Щоб його послабити маркграф взяв нижню частину скелі у своє володіння. Через участь у повстанні знаті проти тоді герцога Альбрехт I фон Вілдони змушені були продати замок Ульріху І фон Валзеє-Грац у 1299 році (нім. Ulrich I. von Walsee-Graz). До 1320 року він перейняв від маркграфа всю площу скелі. У боротьбі герцога Ернста Внутрішньої Австрії і герцога Австрії Альбрехта V восени 1412 року Ернсту вдалось після недовгої облоги змусити здатись нижній замок, після чого капітулював верхній, через що союзник Альбрехта Райнпрехт ІІ фон Валзеє-Еннс (нім. Reinprecht II. von Walsee-Enns) втратив свої володіння. Імператор Сигізмунд I Люксембург повернув 1417 року йому володіння. На 1420 рік проклали 120 м «Ослину стежку» на західній стіні скелі, що зробило верхній замок незалежним від колишньої головної дороги. Рупрехт ІІІ 1434 відремонтував замок, а його син Вольфганг віддав 1456 . Після смерті Вольфганга замок успадкував 1466 його брат Рупрехт IV, змушений продати його як імперський замок. На 1571 ним керував Еразм фон Штадл (нім. Erasmus von Stadl), який перебудував верхній замок у стилі пізнього ренесансу. За правління Георга Христофора фон Урзенбека відбулась 20-денна пиятика, про що нагадує вітраж у лицарській залі. Через турецьку загрозу було витрачено значні кошти на перебудову замку (до 1676), як «найсильнішу фортецю християнського світу» — фельдмаршал Раймунд Монтекукколі. Замок отримав 6 комплексів воріт, 11 бастіонів, численні флеші, 3 км захисної стіни навколо 15 гектар території, де мало ховатись населення з худобою.
Після смерті графа фон Пургсталла у 1817 році (нім. von Purgstall) спадок поділили серед 17 осіб. На офіційних торгах 1822 права на замок купив у спадкоємців князь Йоган І. Замок донині перебуває у володінні Княжого дому Ліхтенштейнів, що врятували його після руйнацій 1945 року. Оскільки дворянські володіння в Австрії заборонені, то вони володіють замком як приватні особи. З 2014 року замком піклується Емануель фон Ліхтенштейн з родиною. Замок вважають найвідомішою туристичною атракцією Штирії з захопливими тематичними виставками.

### Брами замку

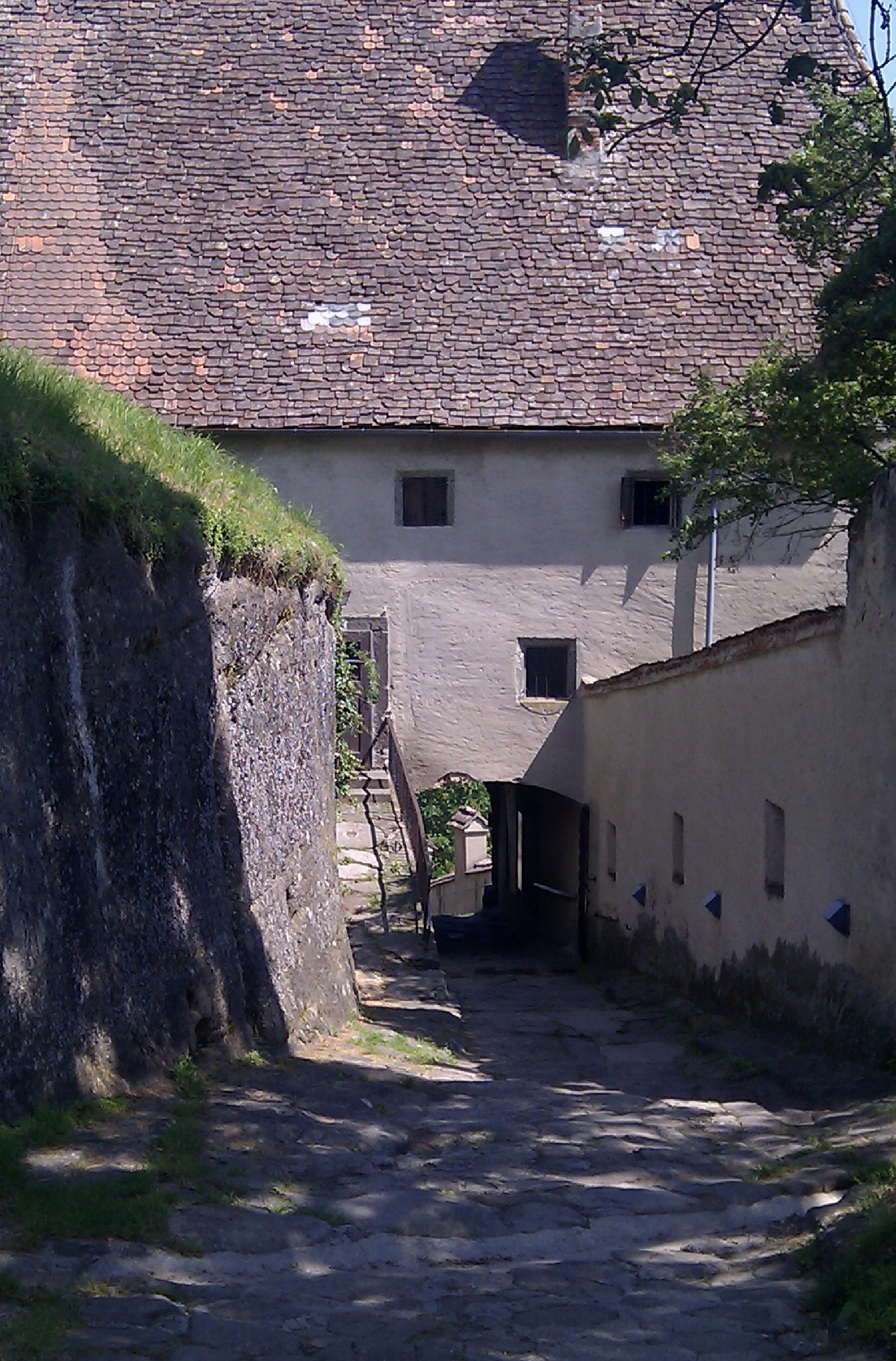
Прохід Cilli та Steinkellertor
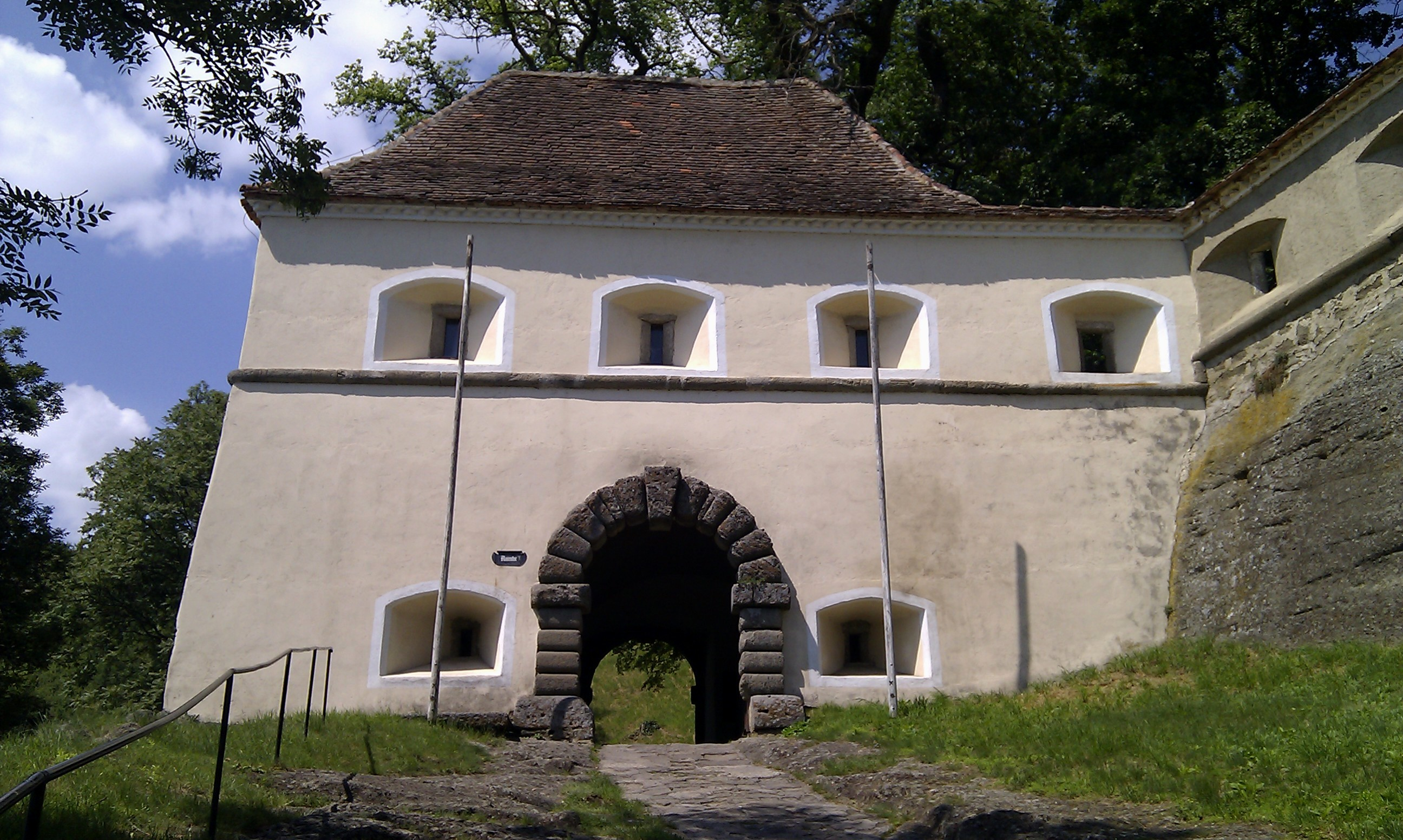
Annator
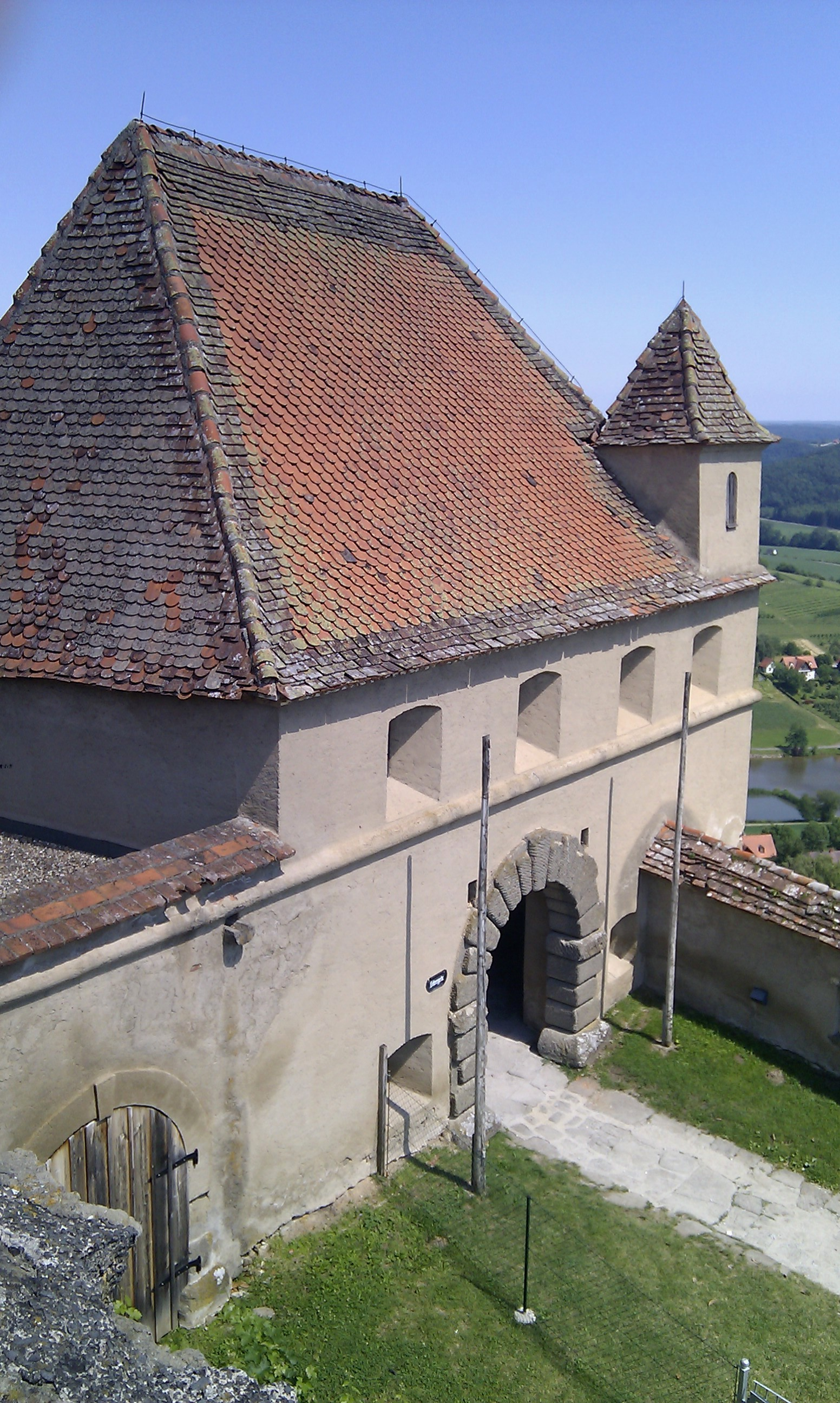
Lichteneggertor
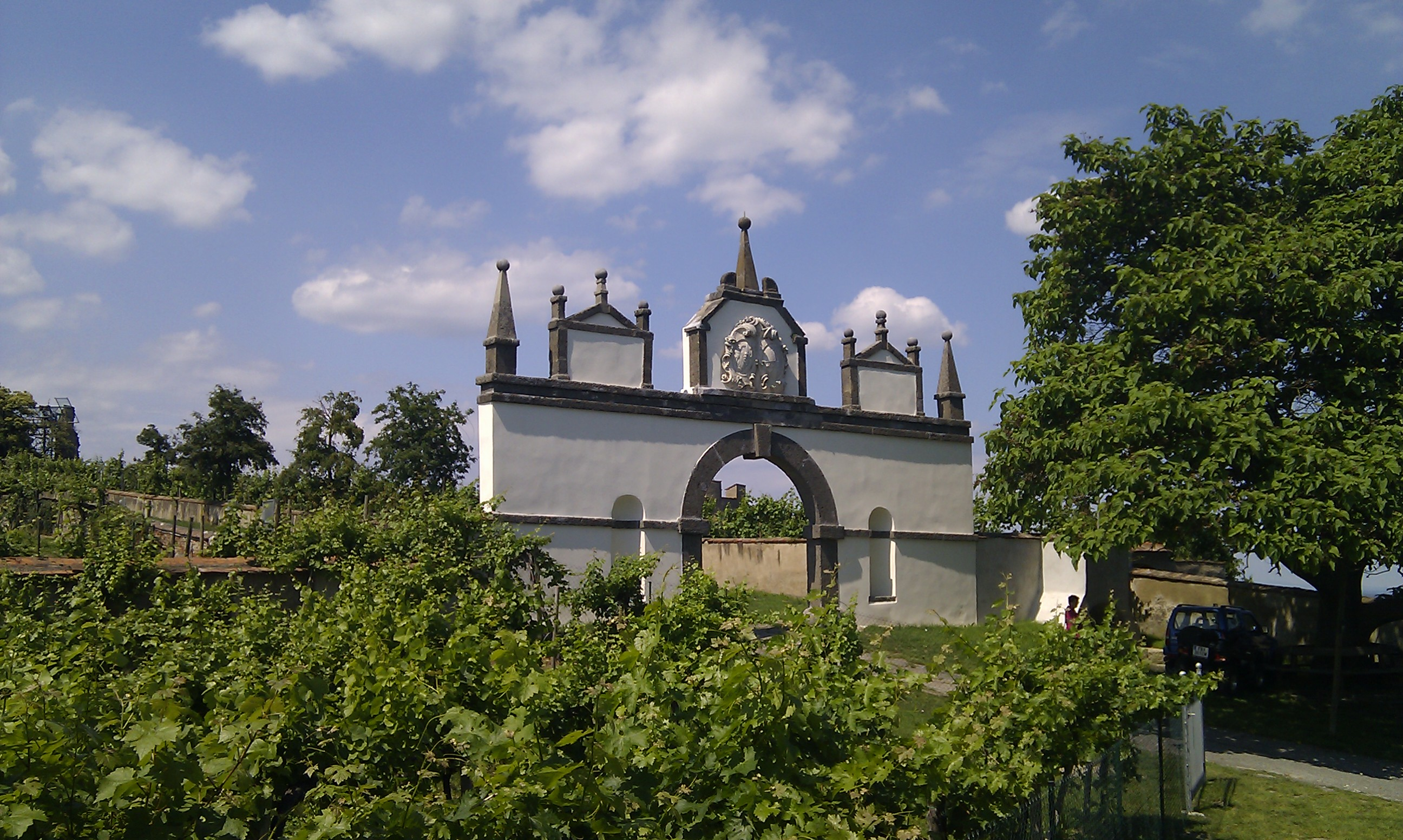
Pyramidentor
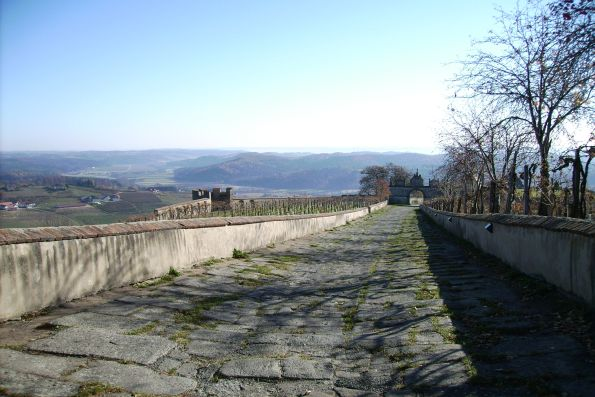
Дорога на плато
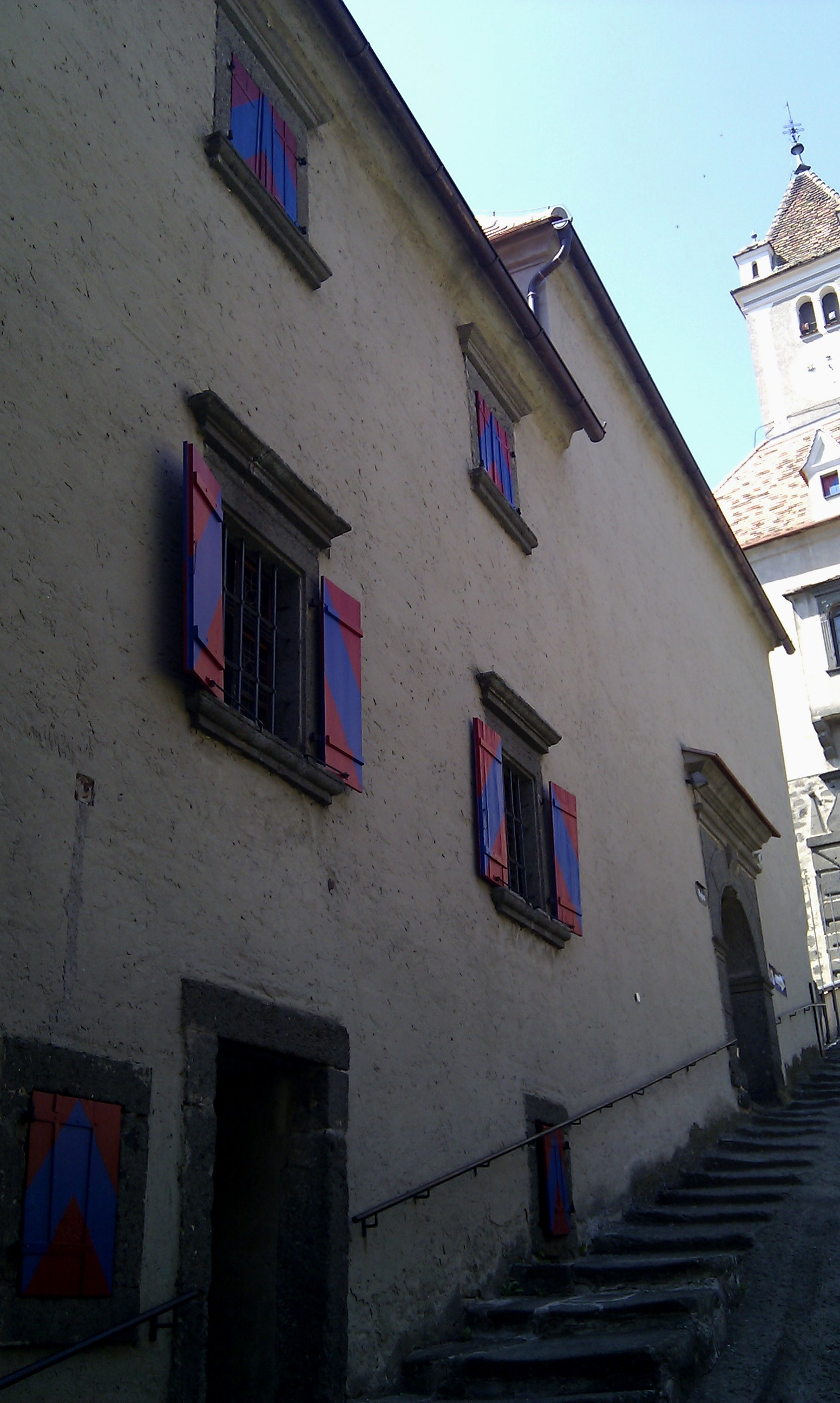
Колишній склад провіанту
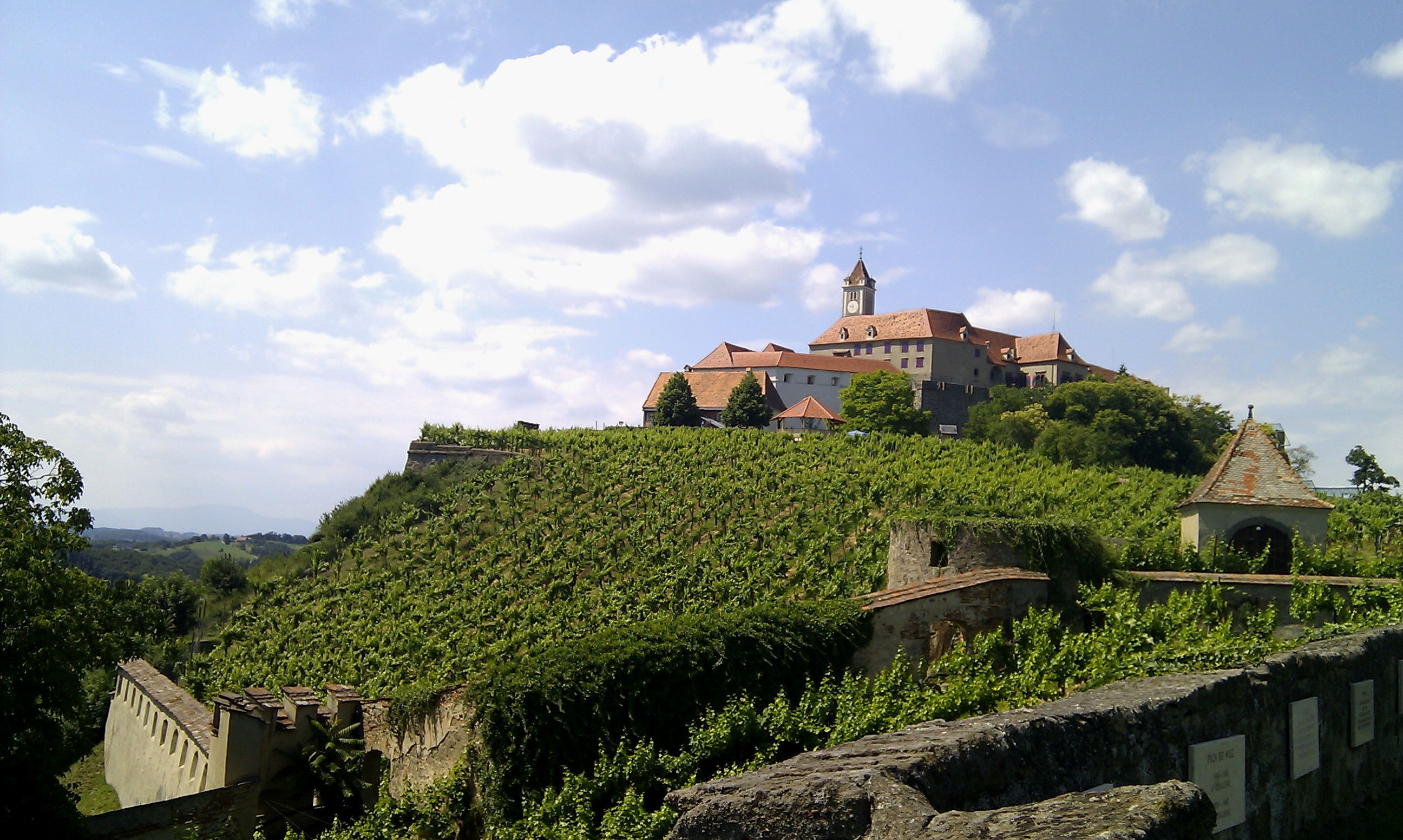
Виноградники
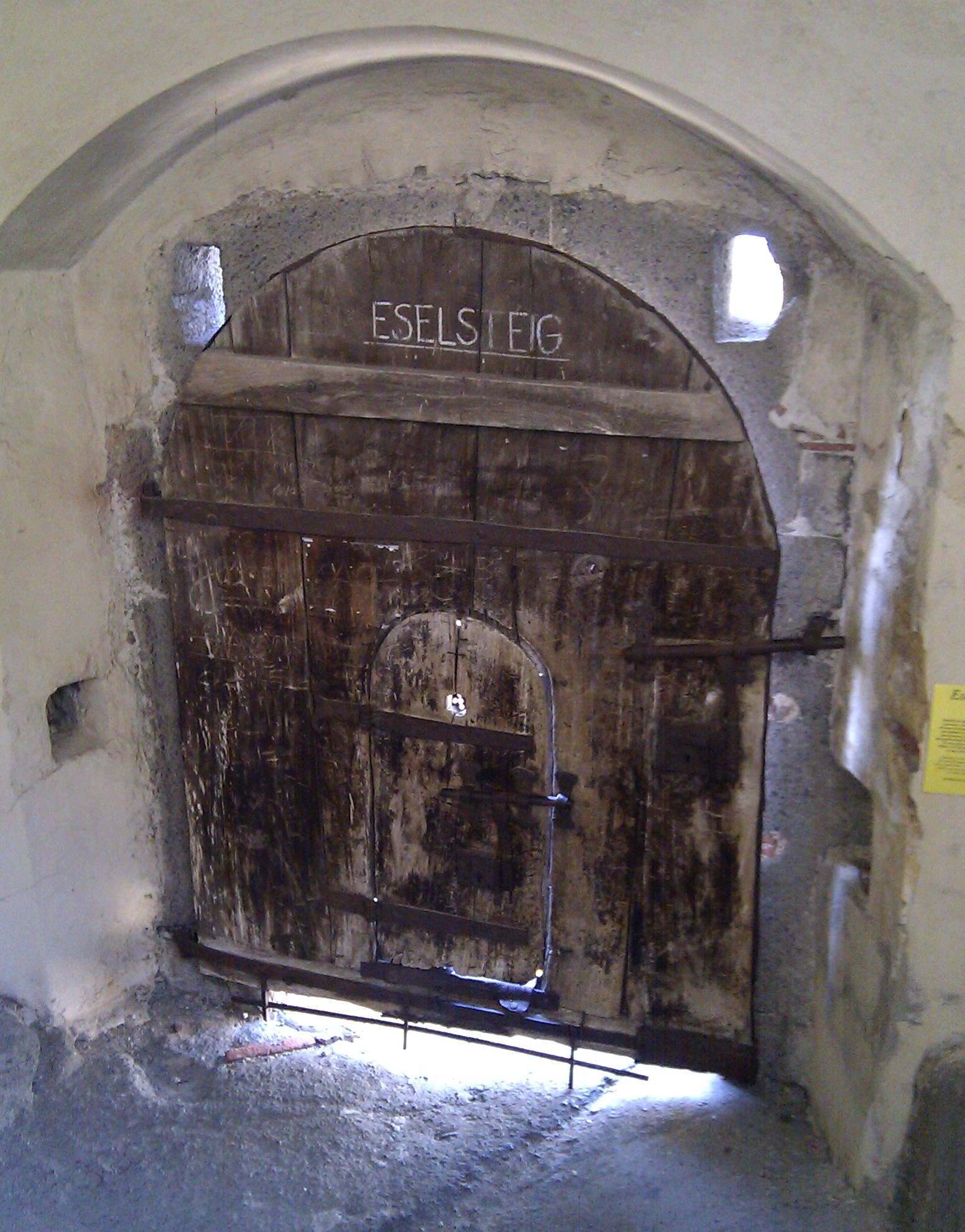
Брама Ослячої стежки
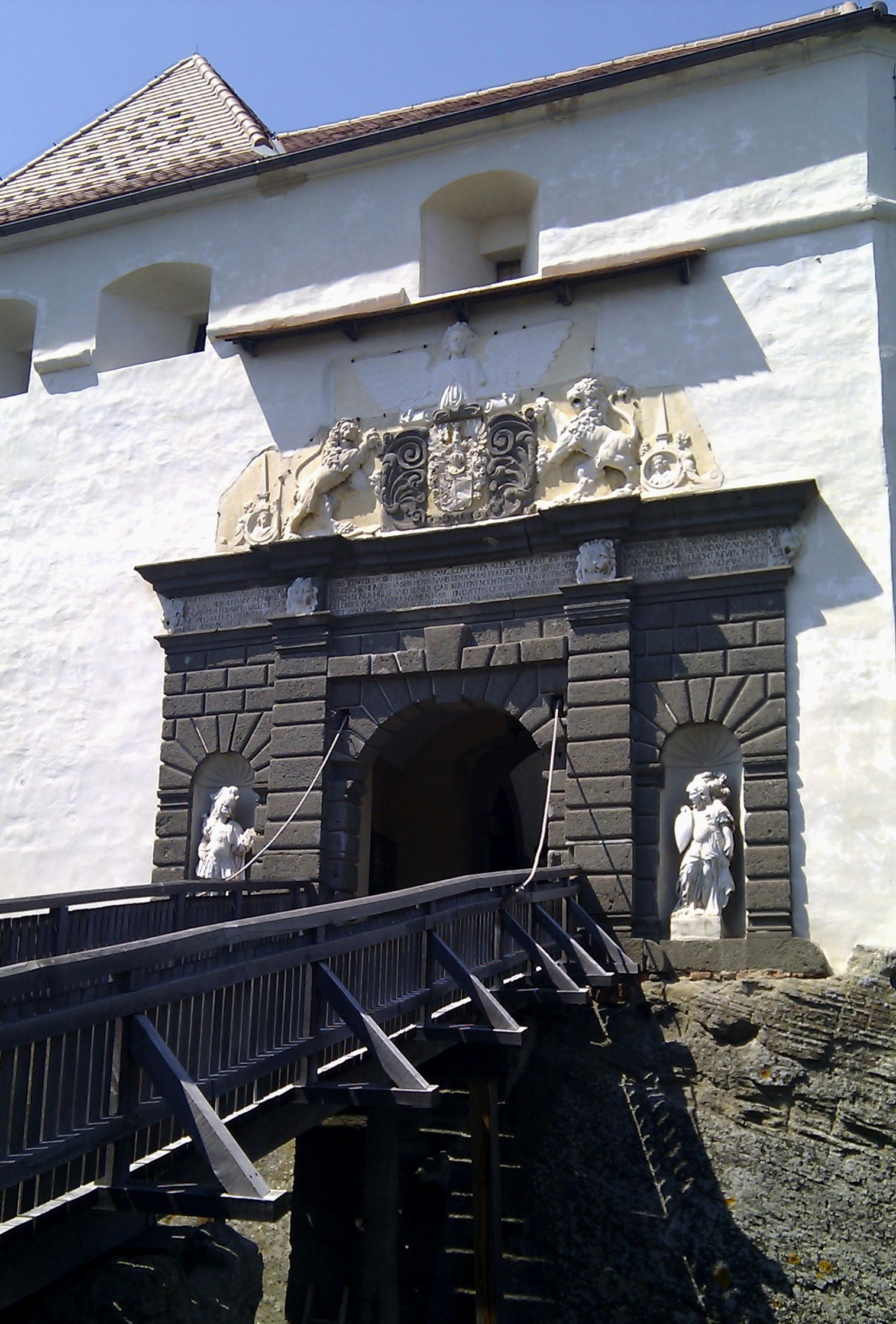
Wenzeltor
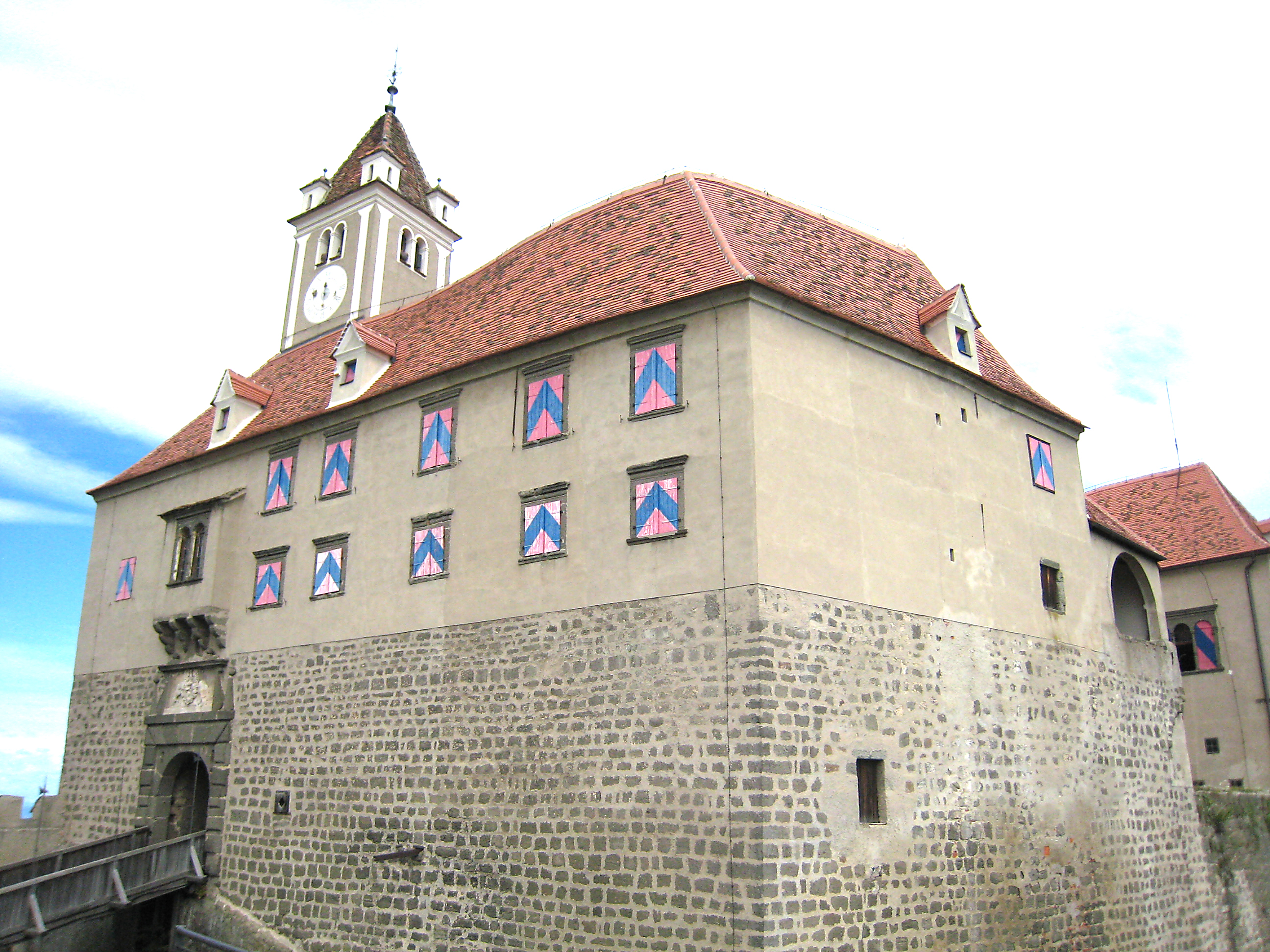
Брама Кронеґґ

### Будова замку Нижнього замку

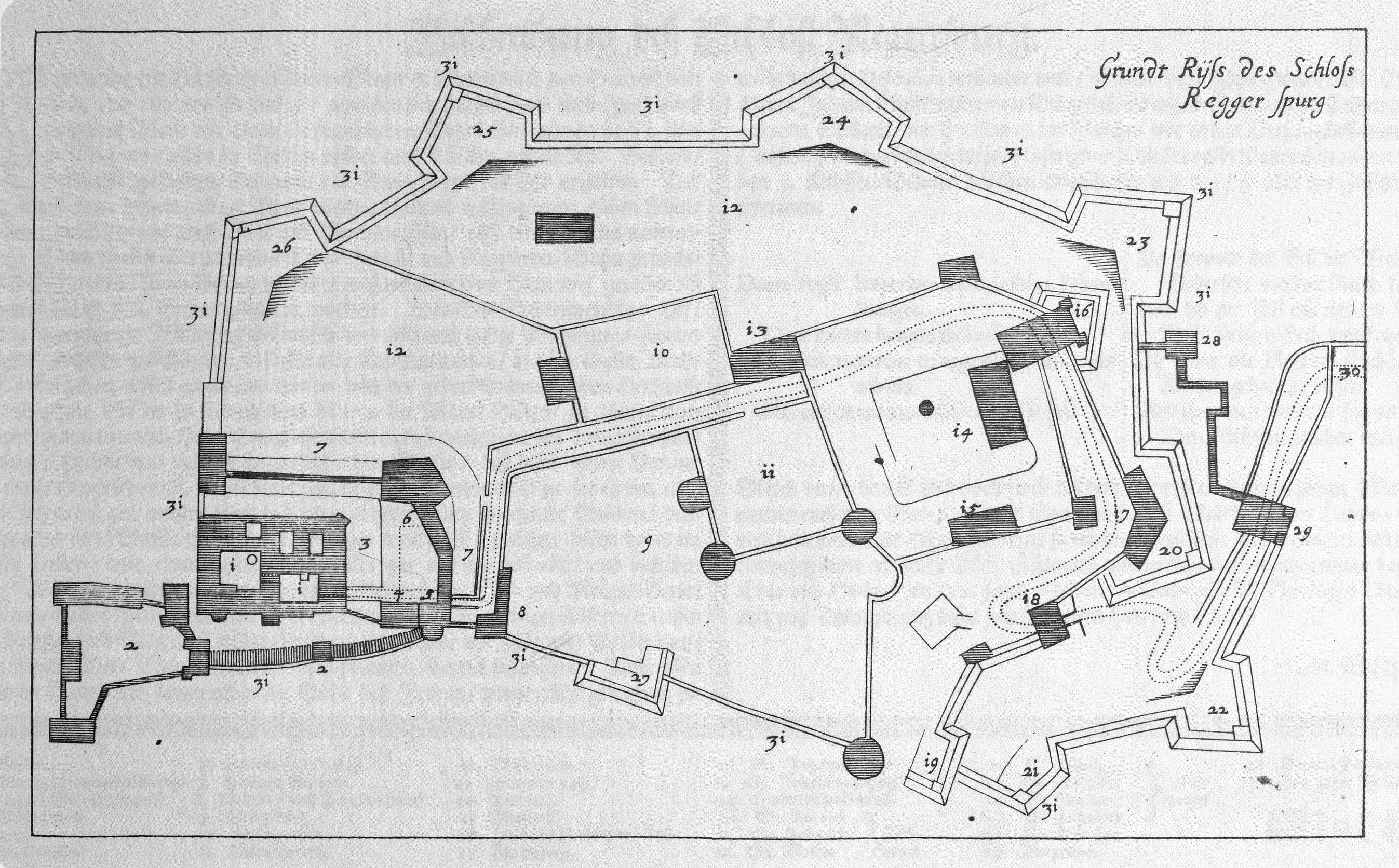
План замку. 1681

Після початку підйому на скелю стоїть перша брама — Steinkellertor, далі за вузьким проїздом Cilli стоїть друга брама — Burgertor. Далі вузька дорога веде до середньовічного Кінного ставка (нім. Pferdeschwemme), за якими стоїть потужна брама Annentor і після нового підйому четверта брама — Lichteneckertor. Усі брами спроектував і збудував архітектор Варфоломій Ебнер (нім. Bartholomäus Ebner) (1678—1690). Через вільностоячу браму Pyramidentor дорога виходить на велике плато з виноградниками, угіддями фермерів площею 10 гектарів, де розміщені колишній арсенал і склад провіанту. Через замковий рів перекинуто дерев'яний міст з брамою Wenzeltor, чий портал оздоблено фігурами Марса і Беллони. Сюди веде «Осляча стежка» по краю скелі. По краю скелі вся ця площа обведена лініями оборони з 12 бастіонами.

### Будова високого замку
Брама Wenzeltor розміщена у мурах високого замку Кронеґґ (нім. Kronegg). Він складається з ряду 2- і 3-поверхових будівель у стилі пізнього ренесансу, бароко з двома внутрішніми дворами. Вони обведені ровом, через який міст веде через останню браму з оздобленим порталом до першого двору, оздобленого колонами і аркадами. Хід через портал з гербами веде до другого Двору фонтану, де 1640 поставили ковану з металу альтану навколо криниці.

### Кронеґґ

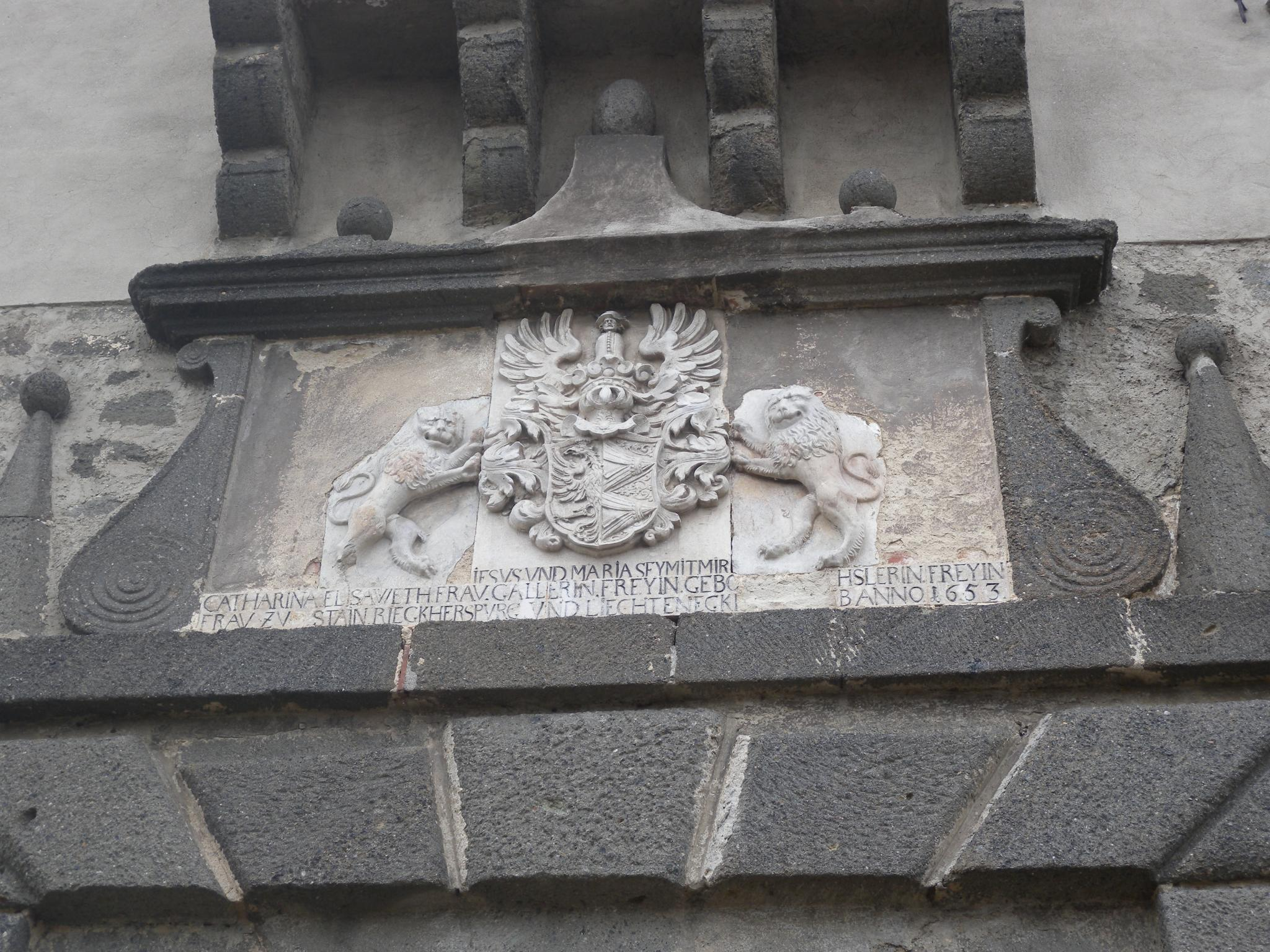
Герби з порталу брами Кронеґґ
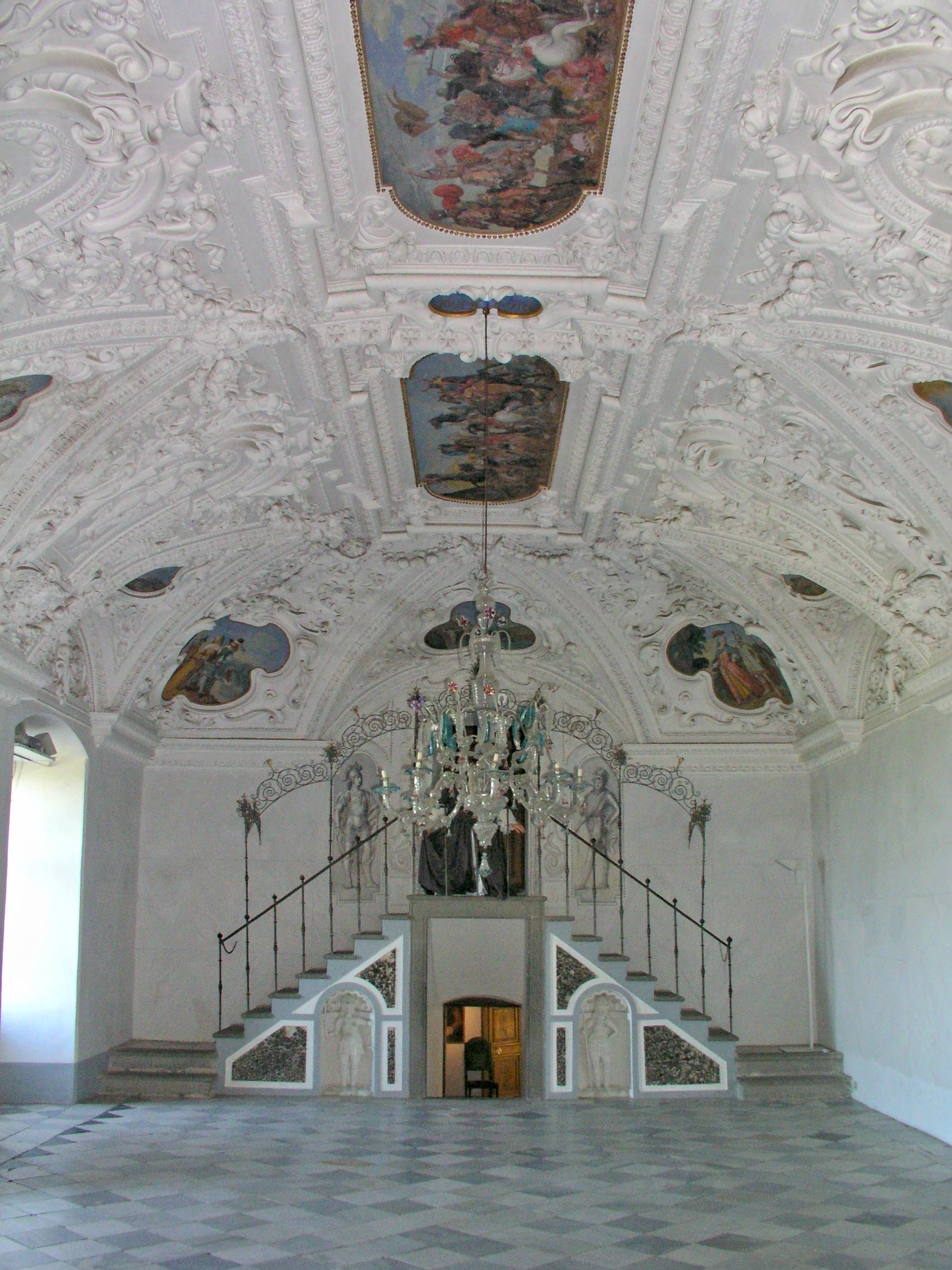
Велика зала замку
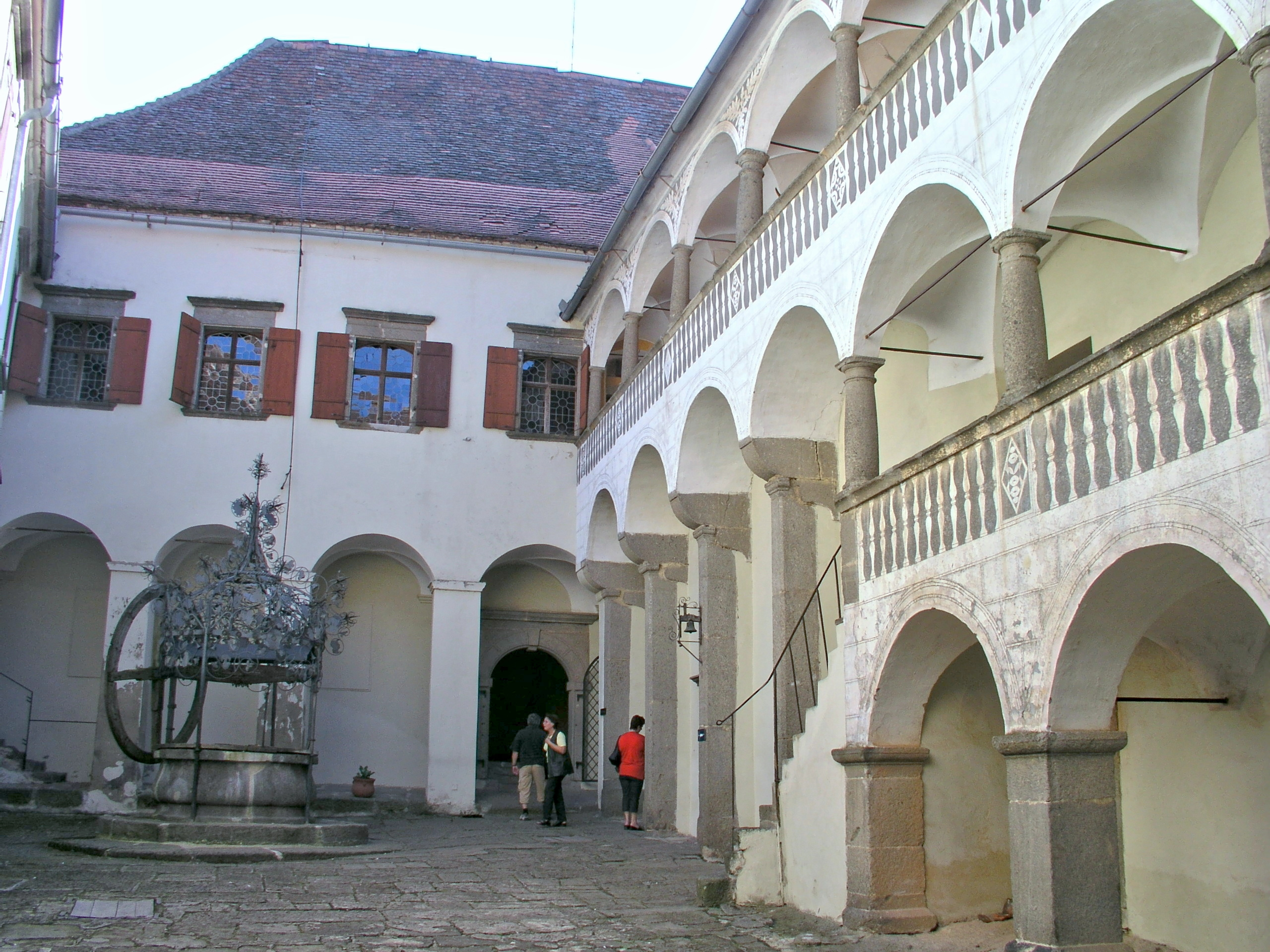
Криниця у Дворі фонтанів
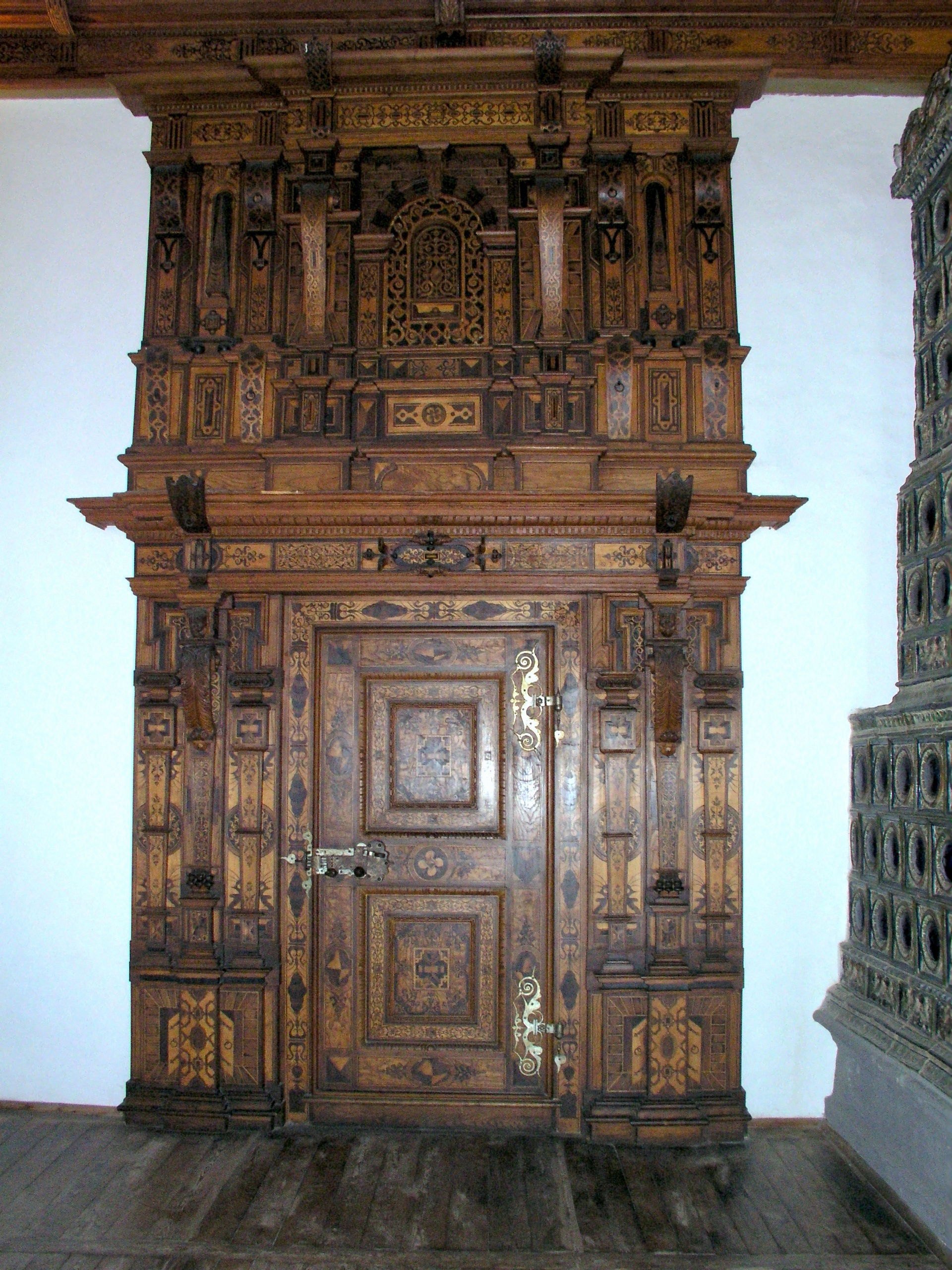
Двері Кронеґґ